# Urografia

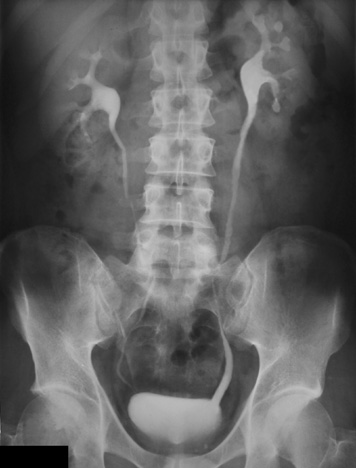
Badanie urograficzne. Uwidoczniono układ kielichowo-miedniczkowy obydwu nerek, moczowody i pęcherz moczowy.

Urografia – badanie radiologiczne mające na celu uwidocznienie nerek i dróg moczowych oraz ocenę czynności nerek.
Badanie polega na dożylnym podaniu środków kontrastowych (np. Uropolinum, bądź nowocześniejszych i bezpieczniejszych niejonowych środków kontrastujących) i następowym wykonaniu zdjęć radiologicznych jamy brzusznej.
Pierwsze zdjęcie wykonuje się jednak jeszcze przed podaniem kontrastu (zwykłe zdjęcie przeglądowe jamy brzusznej) i następne 7 minut po podaniu kontrastu, a następne po upływie dalszych 14 i 21 min.
W uzasadnionych przypadkach wykonuje się jeszcze zdjęcia późne, po kilkudziesięciu minutach, lub po mikcji (celem wykazania zalegania moczu w pęcherzu).
Przeciwwskazaniem do wykonania urografii są niewydolność nerek z bezmoczem z przyczyn przednerkowych lub nerkowych, podwyższony poziom kreatyniny lub mocznika.

Przeczytaj ostrzeżenie dotyczące informacji medycznych i pokrewnych zamieszczonych w Wikipedii.